# Remixes (album Freddiego Mercury’ego)
Remixes – album zawierający remiksy nagrań wokalisty Freddiego Mercury’ego. Wydawnictwo ukazało się 21 października 1993 roku.

## Lista utworów
Opracowano na podstawie materiału źródłowego.
1. „Living on My Own” (No More Brothers extended mix) (Mercury) – 5:16
2. „Time” (Nile Rodgers 1992 remix) (Dave Clark/John Christie) – 3:49
3. „Love Kills” (Wolf Euro mix) (Mercury/Giorgio Moroder) – 3:25
4. „The Great Pretender” (Malouf mix) (Buck Ram) – 3:38
5. „My Love Is Dangerous” (Jeff Lord-Alge mix) (Mercury) – 3:41
6. „Living on My Own” (Roger S mix) – 5:45

## Wydania
| Rok  | Nr katalogowy    | Format     | Wydawca                         | Region   | Źródło |
| ---- | ---------------- | ---------- | ------------------------------- | -------- | ------ |
| 1993 | 070 828184 1     | LP, Comp   | EMI Music                       | Brazylia | [ 1 ]  |
| 1993 | 7243 8 28184 2 7 | CD, Maxi   | EMI Capitol De Mexico           | Meksyk   | [ 1 ]  |
| 1993 | 8 28184 2        | CD         | EMI Music                       | Brazylia | [ 1 ]  |
| 1993 | 8 28184 4 1      | Cass, Comp | Parlophone                      | Włochy   | [ 1 ]  |
| 1993 | 8 28184 1        | LP, Comp   | Parlophone, EMI Italiana S.p.A. | Włochy   | [ 1 ]  |